# 別爾拉金卡河
別爾拉金卡河（烏克蘭語：Берладинка），是烏克蘭的河流，位於該國西南部，流經文尼察州，屬於多赫納河的支流，發源自沙拉帕尼夫卡以西，河道全長55公里，流域面積755平方公里。